# Snoopy si sposa, Charlie Brown
Snoopy si sposa, Charlie Brown (Snoopy's Getting Married, Charlie Brown) è uno speciale televisivo d'animazione del 1985 diretto da Bill Melendez. È il ventottesimo speciale basato sui Peanuts di Charles M. Schulz. 
Il film è stato trasmesso negli Stati Uniti su CBS il 20 marzo 1985 ed è stato candidato per un Premio Emmy.

## Trama
Snoopy annuncia a Charlie Brown di voler sposare Genevieve, una cagnolina di cui si è innamorato mentre faceva da cane da guardia a Piperita Patty, e invita suo fratello Spike come testimone al matrimonio. I bambini iniziano i preparativi, mentre Snoopy da entusiasta inizia a sentirsi nervoso. Ma il giorno della cerimonia la sposa non si presenta all'altare e Lucy informa Charlie Brown che questa è scappata con un golden retriever. Snoopy, dapprima affranto, si rallegra subito di essere ancora scapolo.

## Produzione
Il film è tratto da una serie di vignette del 1977, in seguito pubblicate con il titolo The Beagle Has Landed. Nella storia originale la sposa di Snoopy non viene mai mostrata e alla fine scappa prima con Spike e poi con un coyote, anziché un golden retriever.

## Distribuzione

### Edizione italiana
In Italia lo speciale è stato trasmesso da Junior TV come episodio della serie The Charlie Brown and Snoopy Show. Nel 2023 è stato distribuito da Apple TV+ con un nuovo doppiaggio all'interno della serie I classici Peanuts.

### Doppiaggio
| Personaggio    | Doppiatore originale                             | Doppiatore italiano (anni 90) | Doppiatore italiano (2023) |
| -------------- | ------------------------------------------------ | ----------------------------- | -------------------------- |
| Charlie Brown  | Brett Johnson                                    | Martino Consoli               | Arturo Sorino              |
| Snoopy         | Bill Melendez                                    | Bill Melendez                 | Bill Melendez              |
| Woodstock      | Bill Melendez                                    | Bill Melendez                 | Bill Melendez              |
| Spike          | Bill Melendez                                    | Bill Melendez                 | Bill Melendez              |
| Linus Van Pelt | Jeremy Schoenberg                                | Renata Bertolas               | Leonardo Cococcia          |
| Lucy Van Pelt  | Heather Stoneman                                 | Renata Bertolas               | Sara Labidi                |
| Sally Brown    | Stacy Ferguson (dialoghi) Dawnn D. Leary (canto) | Angiolina Gobbi               | Matilde Ferraro            |
| Piperita Patty | Gini Holtzman                                    | Francesca Vettori             | Ilaria Pellicone           |
| Marcie         | Keri Houlihan                                    |                               | Bianca Demofonti           |
| Schroeder      | Danny Colby                                      | Guido Bettali                 | Vittorio Thermes           |
| Violet         | Stacy Ferguson                                   | Lella Carcereri               | Carolina Gusev             |

### Edizioni home video
Il film è stato distribuito da Hobby & Work in VHS e DVD con il primo doppiaggio.

## Riconoscimenti
1985 – Primetime Emmy Awards
- Nomination Outstanding Animated Program a Lee Mendelson, Bill Melendez e Charles M. Schulz